# Redgranite
Redgranite ist eine Gemeinde (mit dem Status „Village“) im Waushara County im US-amerikanischen Bundesstaat Wisconsin. Im Jahr 2010 hatte Redgranite 2149 Einwohner.

## Geografie
Redgranite liegt im südlichen Zentrum Wisconsins am Willow Creek, der über den Fox River zum Einzugsgebiet der Green Bay des Michigansees gehört.
Die geografischen Koordinaten von Redgranite sind 44°02'31" nördlicher Breite und 89°05'54" westlicher Länge. Das Gemeindegebiet erstreckt sich über eine Fläche von 5,93 km² und ist fast vollständig von der Town of Warren umgeben, ohne dieser anzugehören.
Nachbarorte von Redgranite sind Lohrville (an der südwestlichen Gemeindegrenze), Wautoma (16,4 km westnordwestlich), Wild Rose (27 km nordwestlich), Saxeville (17 km nördlich), Pine River (14 km nordnordöstlich), Poy Sippi (17 km nordöstlich), Berlin (19,5 km südöstlich) und Neshkoro (16,2 km südwestlich).
Die nächstgelegenen Großstädte sind Green Bay am Michigansee (123 km nordöstlich), Wisconsins größte Stadt Milwaukee (175 km südöstlich), Chicago in Illinois (324 km südsüdöstlich), Rockford in Illinois (239 km südlich) und Wisconsins Hauptstadt Madison (131 km südsüdwestlich).

## Verkehr
Der Wisconsin State Highway 21 führt in West-Ost-Richtung als Hauptstraße durch Redgranite. Alle weiteren Straßen sind untergeordnete Landstraßen, teils unbefestigte Fahrwege sowie innerörtliche Verbindungsstraßen.
Mit dem Wautoma Municipal Airport befindet sich 21 km westlich ein kleiner Flugplatz. Die nächsten Verkehrsflughäfen sind der Outagamie County Regional Airport bei Appleton (73 km nordöstlich), der Austin Straubel International Airport in Green Bay (115 km in der gleichen Richtung), der Dane County Regional Airport in Madison (125 km südsüdwestlich) und der Milwaukee Mitchell International Airport in Milwaukee (185 km südöstlich).

## Bevölkerung
Nach der Volkszählung im Jahr 2010 lebten in Redgranite 2149 Menschen in 509 Haushalten. Die Bevölkerungsdichte betrug 362,4 Einwohner pro Quadratkilometer. In den 509 Haushalten lebten statistisch je 2,17 Personen. 
Ethnisch betrachtet setzte sich die Bevölkerung zusammen aus 77,4 Prozent Weißen, 17,8 Prozent Afroamerikanern, 1,9 Prozent amerikanischen Ureinwohnern, 0,1 Prozent Asiaten, 0,3 Prozent Asiaten sowie 1,4 Prozent aus anderen ethnischen Gruppen; 1,2 Prozent stammten von zwei oder mehr Ethnien ab. Unabhängig von der ethnischen Zugehörigkeit waren 3,0 Prozent der Bevölkerung spanischer oder lateinamerikanischer Abstammung. 
11,6 Prozent der Bevölkerung waren unter 18 Jahre alt, 75,5 Prozent waren zwischen 18 und 64 und 12,9 Prozent waren 65 Jahre oder älter. 27,2 Prozent der Bevölkerung waren weiblich.
Das mittlere jährliche Einkommen eines Haushalts lag bei 29.750 USD. Das Pro-Kopf-Einkommen betrug 12.781 USD. 24,7 Prozent der Einwohner lebten unterhalb der Armutsgrenze.

## Redgranite Correctional Institution
Im Norden des Gemeindegebiets von Redgranite befindet sich seit 2001 mit der Redgranite Correctional Institution ein Gefängnis der Sicherheitsstufe Medium Security mit rund 1000 männlichen Insassen.